# المعزبة (السدة)

تعديل مصدري - تعديل

المعزبة هي إحدى قرى عزلة التويتي بمديرية السدة التابعة لمحافظة إب، بلغ تعداد سكانها 173 نسمة حسب تعداد اليمن لعام 2004.